# Lista de campeões do Campeonato Paulista de Futebol

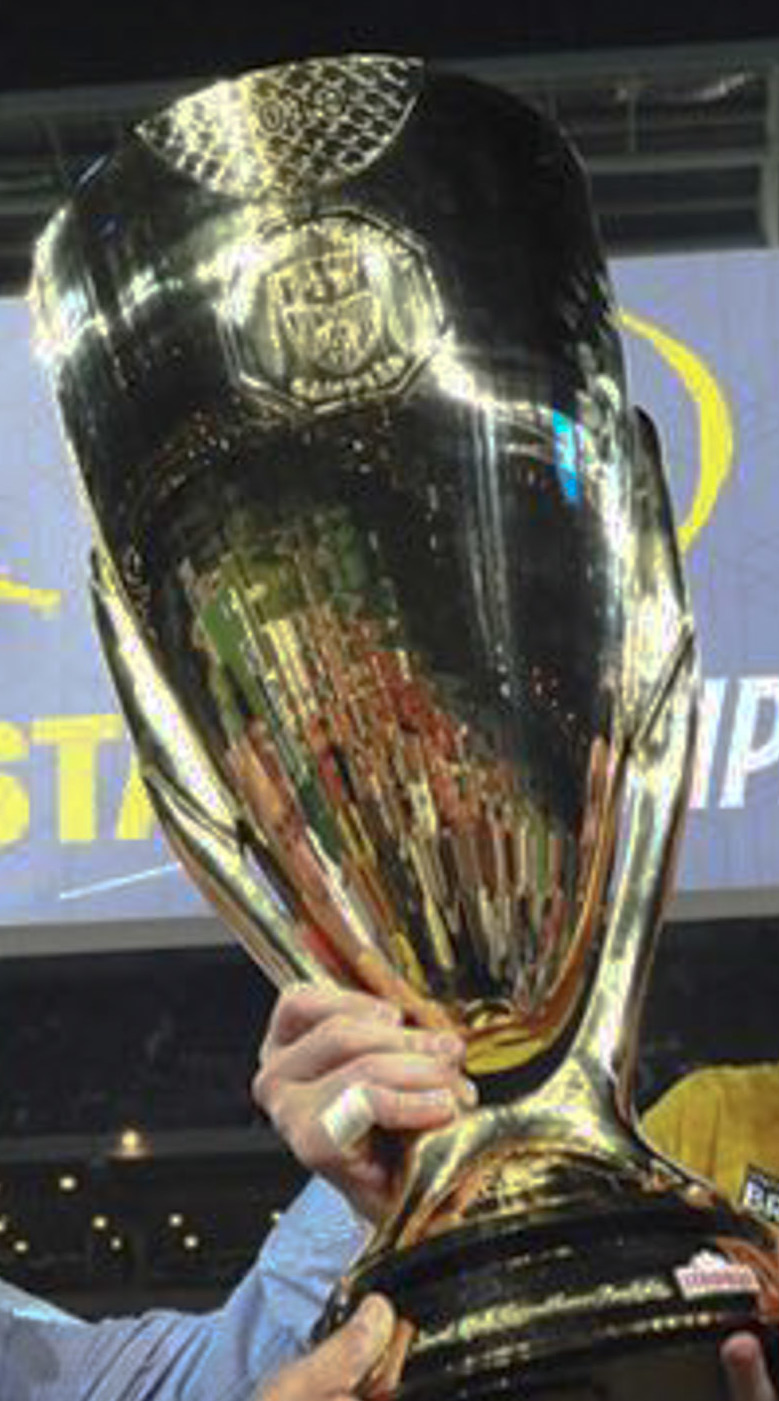
Troféu do Campeonato Paulista de Futebol.

Esta é uma lista de clubes vencedores do Campeonato Paulista de Futebol, principal competição de futebol do estado de São Paulo e a mais antiga do Brasil, sendo realizada ininterruptamente desde 1902. Foi organizada originalmente pela Liga Paulista de Foot-Ball, entidade fundada em 14 de dezembro de 1901, e com o passar do tempo também foi organizada pelas seguintes entidades: Associação Paulista de Esportes Atléticos (APEA), Liga dos Amadores de Futebol (LAF), Liga de Futebol do Estado de São Paulo (LFESP) e Federação Paulista de Futebol (FPF).
O primeiro campeão do Campeonato Paulista foi o São Paulo Athletic, clube que conquistou quatro títulos (1902-1904 e 1911) e pelo qual jogou o responsável por introduzir o esporte no país, Charles Miller. Na primeira posição, encontra-se o Corinthians, que tem 30 conquistas. Palmeiras (26),  São Paulo (22) e Santos (22) completam o pódio dos quatro maiores vencedores paulistas. O Paulistano aparece logo depois com 11 títulos e o São Paulo Athletic, com 4 títulos.
Dois clubes conquistaram a competição três vezes: AA das Palmeiras e Portuguesa. Cinco detém dois títulos: AA São Bento, Americano, Germania (atual Pinheiros), Internacional e Ituano. Outros cinco clubes venceram em uma única oportunidade: Albion, Inter de Limeira, Juventus, Red Bull Bragantino e São Caetano.
Ao todo, dezoito clubes foram campeões da competição, com 134 títulos em 133 edições diferentes disputadas. A edição de 1973 teve dois campeões – Portuguesa e Santos, por um erro do árbitro na contagem das cobranças de pênaltis. O último vencedor foi o Palmeiras, que venceu o rival Santos na decisão de 2024.

## Lista
| Clube               | Títulos | Ref.  |
| ------------------- | ------- | ----- |
| Corinthians         | 30      | [ 8 ] |
| Palmeiras           | 26      | [ 8 ] |
| São Paulo           | 22      | [ 8 ] |
| Santos              | 22      | [ 8 ] |
| Paulistano          | 11      | [ 8 ] |
| São Paulo Athletic  | 4       | [ 8 ] |
| AA das Palmeiras    | 3       | [ 8 ] |
| Portuguesa          | 3       | [ 8 ] |
| AA São Bento        | 2       | [ 8 ] |
| Americano           | 2       | [ 8 ] |
| Germania            | 2       | [ 8 ] |
| Internacional       | 2       | [ 8 ] |
| Ituano              | 2       | [ 8 ] |
| Albion              | 1       | [ 8 ] |
| Inter de Limeira    | 1       | [ 8 ] |
| Juventus            | 1       | [ 8 ] |
| Red Bull Bragantino | 1       | [ 8 ] |
| São Caetano         | 1       | [ 8 ] |